# Let’s Dance
Az 1983-as Let's Dance David Bowie nagylemeze. Az album stílusa Bowie korábbi lemezeihez képest jóval populárisabb, a címadó dal mellett pedig a Modern Love és a Without You című számok is sikeresek lettek.

## Az album dalai
Minden szám szerzője David Bowie, kivéve a China Girl, melynek társszerzője Iggy Pop.
Első oldal
1. "Modern Love" – 4:46
2. "China Girl" – 5:32
3. "Let's Dance" – 7:38
4. "Without You" – 3:08

Második oldal
1. "Ricochet" – 5:14
2. "Criminal World" – 4:25
3. "Cat People (Putting Out Fire)" – 5:09
4. "Shake It" – 3:49

## Helyezések és eladási minősítések

### Album
| Év   | Lista                           | Helyezés |
| ---- | ------------------------------- | -------- |
| 1983 | Brit albumlista                 | 1        |
| 1983 | Billboard Pop Albums            | 4        |
| 1983 | Norvég albumlista (VG-lista)    | 1        |
| 1983 | Ausztrál Kent Report albumlista | 1        |
| 1983 | Kanadai albumlista (RPM)        | 1        |
| 1983 | Német albumlista                | 2        |
| 1983 | Svéd albumlista                 | 1        |
| 1983 | Holland albumlista              | 1        |
| 1983 | Olasz albumlista                | 5        |
| 2019 | Magyar albumlista (MAHASZ)      | 15       |

### Kislemezek
| Év   | Kislemez    | Lista                                      | Helyezés |
| ---- | ----------- | ------------------------------------------ | -------- |
| 1983 | Let's Dance | Ausztrál kislemezlista (Kent Music Report) | 2        |
| 1983 | Let's Dance | Belga kislemezlista                        | 1        |
| 1983 | Let's Dance | Billboard Hot 100                          | 1        |
| 1983 | Let's Dance | Brit kislemezlista                         | 1        |
| 1983 | Let's Dance | Kanadai kislemezlista (RPM)                | 1        |
| 1983 | Let's Dance | Norvég kislemezlista                       | 1        |
| 1983 | Let's Dance | Spanyol kislemezlista                      | 1        |
| 1983 | Let's Dance | Svéd kislemezlista                         | 1        |
| 1983 | China Girl  | Ausztrália                                 | 15       |
| 1983 | China Girl  | Brit kislemezlista                         | 2        |
| 1983 | China Girl  | Billboard Hot 100                          | 10       |
| 1983 | China Girl  | Kanadai kislemezlista                      | 6        |
| 1983 | China Girl  | Svéd kislemezlista                         | 5        |
| 1983 | Modern Love | Ausztrália                                 | 6        |
| 1983 | Modern Love | Billboard Hot 100                          | 14       |
| 1983 | Modern Love | Brit kislemezlista                         | 2        |
| 1983 | Modern Love | Ír kislemezlista                           | 3        |
| 1983 | Modern Love | Izrael (Media Forest)                      | 2        |
| 1983 | Modern Love | Kanadai kislemezlista                      | 2        |
| 1984 | Without You | Billboard Hot 100                          | 73       |

### Eladási minősítések
| Szervezet             | Minősítés |
| --------------------- | --------- |
| ARIA – Ausztrália     | platina   |
| Music Canada – Kanada | platina   |
| RIAA – USA            | platina   |
| BPI – UK              | platina   |

## Közreműködők

### Zenészek
- David Bowie – ének
- Nile Rodgers – gitár
- Stevie Ray Vaughan – gitár
- Carmine Rojas – basszusgitár
- Bernard Edwards – basszusgitár
- Omar Hakim – dob
- Tony Thompson – dob
- Sammy Figueroa – ütőhangszerek
- Robert Sabino – zongora, szintetizátor
- Stan Harrison – tenorszaxofon, fuvola
- Robert Aaron – tenorszaxofon
- Steve Elson – baritonszaxofon, fuvola
- Mac Gollehon – trombita
- Frank Simms, George Simms, David Spinner – háttérvokál

### Produkció
- David Bowie – producer, hangmérnök
- Nile Rodgers – producer, hangmérnök
- Bob Clearmountain – hangmérnök, mixing
- Dave Greenberg – segédhangmérnök
- Bob Ludwig – mastering